# Cúp EFL 2020-21
Cúp EFL 2020–21 là mùa giải thứ 61 của Cúp EFL (được gọi là Carabao Cup vì lý do tài trợ), giải đấu dành cho tất cả các câu lạc bộ tham gia Premier League và English Football League. Đây là mùa giải đầu tiên mà đội vô địch sẽ được tham dự vòng play-off của UEFA Europa Conference League chứ không phải là vòng loại thứ hai của UEFA Europa League. Đây cũng là mùa giải đầu tiên các trận bán kết sẽ thi đấu một lượt trận, thay vì thi đấu hai lượt như các mùa trước.

## Thể thức
Tất cả 92 câu lạc bộ thi đấu tại Premier League và English Football League được quyền tham dự giải đấu. Trong 2 vòng đấu đầu tiên, lễ bốc thăm được chia thành các câu lạc bộ miền Bắc và miền Nam.
22 trong số 24 câu lạc bộ Championship và tất cả các câu lạc bộ EFL League One và EFL League Two sẽ phải tham gia giải đấu từ vòng đầu tiên.
Hai câu lạc bộ còn lại của Championship là Bournemouth và West Brom (lần lượt đứng thứ 18 và 19 trong mùa giải Premier League 2019-20) cùng với các câu lạc bộ Premier League không tham dự Champions League hoặc Europa League sẽ bắt đầu thi đấu từ vòng 2.
Arsenal, Chelsea, Leicester City, Liverpool, Manchester City, Manchester United và Tottenham Hotspur được đặc cách miễn thi đấu 2 vòng đầu do họ phải tham dự cúp châu Âu.
|                          | Các CLB tham dự từ vòng này                                                        | Các CLB tham dự từ vòng trước | Số trận |
| ------------------------ | ---------------------------------------------------------------------------------- | ----------------------------- | ------- |
| Vòng 1 (70 CLB)          | - 24 CLB từ EFL League Two - 24 CLB từ EFL League One - 22 CLB từ EFL Championship |                               | 35      |
| Vòng 2 (50 CLB)          | - 2 CLB từ EFL Championship - 13 CLB Premier League (không tham dự cúp châu Âu)    | - 35 đội thắng vòng 1         | 25      |
| Vòng 3 (32 CLB)          | - 7 CLB Premier League (tham dự cúp châu Âu)                                       | - 25 đội thắng vòng 2         | 16      |
| Vòng 4 (16 CLB)          |                                                                                    | - 16 đội thắng vòng 3         | 8       |
| Vòng 5:Tứ kết (8 CLB)    |                                                                                    | - 8 đội thắng vòng 4          | 4       |
| Vòng 6:Bán kết (4 CLB)   |                                                                                    | - 4 đội thắng vòng tứ kết     | 2       |
| Vòng 7:Chung kết (2 CLB) |                                                                                    | - 2 đội thắng vòng bán kết    | 1       |

## Vòng 2
Có tổng cộng 50 câu lạc bộ tham gia thi đấu tại vòng này bao gồm 35 đội giành chiến thắng ở vòng 1 cùng với Bournemouth, Watford từ Championship và 13 đội bóng Premier League không phải tham dự cúp châu Âu. Lễ bốc thăm vòng này được chia theo địa lý thành vùng "phía bắc" và "phía nam". Các đội được bốc thăm để đấu với một đội đến từ cùng một vùng. Lễ bốc thăm được thực hiện vào ngày 6 tháng 9 năm 2020 bởi Phil Babb.
| 15 tháng 9 năm 2020                             | Gillingham (3)         | 1–1 (5–4 p)                               | Coventry City (2) | Gillingham                                                                 |  |
| 18:00 BST                                       | - Graham 90+4' (ph.đ.) | Chi tiết                                  | - Biamou 61'      | Sân vận động: Priestfield Stadium Lượng khán giả: 0 Trọng tài: Craig Hicks |  |
|                                                 |                        | Loạt sút luân lưu                         |                   |                                                                            |  |
| - Ogilvie - Graham - Robertson - Mellis - Coyle |                        | - Walker - Biamou - Sheaf - Rose - Eccles |                   |                                                                            |  |

| 15 tháng 9 năm 2020 | Middlesbrough (2) | 0–2      | Barnsley (2)                 | Middlesbrough                                                                  |  |
| 18:00 BST           |                   | Chi tiết | - Schmidt 22' - Williams 34' | Sân vận động: Riverside Stadium Lượng khán giả: 0 Trọng tài: Anthony Backhouse |  |

| 15 tháng 9 năm 2020 | Millwall (2)                            | 3–1      | Cheltenham Town (4) | Bermondsey, London                                            |  |
| 18:00 BST           | - Leonard 19' - Mahoney 49' - Smith 62' | Chi tiết | - Azaz 69'          | Sân vận động: The Den Lượng khán giả: 0 Trọng tài: John Busby |  |

| 15 tháng 9 năm 2020 | Reading (2) | 0–1      | Luton Town (2) | Reading                                                                        |  |
| 18:00 BST           |             | Chi tiết | - Clark 24'    | Sân vận động: Madejski Stadium Lượng khán giả: 0 Trọng tài: Charles Breakspear |  |

| 15 tháng 9 năm 2020 | Derby County (2) | 1–2      | Preston North End (2)                    | Derby                                                                     |  |
| 18:30 BST           | - Knight 51'     | Chi tiết | - Barkhuizen 79' - Johnson 90+2' (ph.đ.) | Sân vận động: Pride Park Stadium Lượng khán giả: 0 Trọng tài: Andy Davies |  |

| 15 tháng 9 năm 2020 | Bradford City (4) | 0–5      | Lincoln City (3)                                                        | Bradford                                                                  |  |
| 19:00 BST           |                   | Chi tiết | - French 4' (l.n.) - Scully 6' - Montsma 29' - Jones 41' - Morton 90+3' | Sân vận động: Valley Parade Lượng khán giả: 0 Trọng tài: Geoff Eltringham |  |

| 15 tháng 9 năm 2020 | Fleetwood Town (3)           | 2–1      | Port Vale (4)   | Fleetwood                                                              |  |
| 19:00 BST           | - Madden 14' - J. Morris 75' | Chi tiết | - Whitehead 49' | Sân vận động: Highbury Stadium Lượng khán giả: 0 Trọng tài: Ross Joyce |  |

| 15 tháng 9 năm 2020 | Newport County (4) | 1–0      | Cambridge United (4) | Newport                                                             |  |
| 19:00 BST           | - Twine 80'        | Chi tiết |                      | Sân vận động: Rodney Parade Lượng khán giả: 0 Trọng tài: Lee Swabey |  |

| 15 tháng 9 năm 2020      | Oxford United (3) | 1–1 (0–3 p)             | Watford (2) | Oxford                                                                  |  |
| 19:00 BST                | - Hall 26'        | Chi tiết                | - Sema 89'  | Sân vận động: Kassam Stadium Lượng khán giả: 0 Trọng tài: Leigh Doughty |  |
|                          |                   | Loạt sút luân lưu       |             |                                                                         |  |
| - Forde - McGuane - Hall |                   | - Sema - Quina - Perica |             |                                                                         |  |

| 15 tháng 9 năm 2020 | Newcastle United (1) | 1–0      | Blackburn Rovers (2) | Newcastle upon Tyne                                                      |  |
| 19:30 BST           | - Fraser 35'         | Chi tiết |                      | Sân vận động: St James' Park Lượng khán giả: 0 Trọng tài: Jarred Gillett |  |

| 15 tháng 9 năm 2020 | West Ham United (1)                     | 3–0      | Charlton Athletic (3) | Stratford, London                                                        |  |
| 19:30 BST           | - Haller 22', 26' - Felipe Anderson 80' | Chi tiết |                       | Sân vận động: London Stadium Lượng khán giả: 0 Trọng tài: Andre Marriner |  |

| 15 tháng 9 năm 2020                                                                                               | Bournemouth (2) | 0–0 (11–10 p) | Crystal Palace (1) | Boscombe, Bournemouth                                              |  |
| 19:45 BST |                 | Chi tiết |                    | Sân vận động: Dean Court Lượng khán giả: 0 Trọng tài: Keith Stroud |  |
| |                 | Loạt sút luân lưu                                                                                                   |                    |                                                                    |  |
| - Brooks - Surridge - Billing - Kelly - Solanke - Simpson - Gosling - Lerma - Ofoborh - Zemura - Begović - Brooks |                 | - Milivojević - Batshuayi - Townsend - Eze - Ayew - Meyer - Sakho - Kelly - Inniss - Jach - Hennessey - Milivojević |                    |                                                                    |  |

| 15 tháng 9 năm 2020 | Burton Albion (3) | 1–3      | Aston Villa (1)                            | Burton upon Trent                                                          |  |
| 19:45 BST           | - Daniel 2'       | Chi tiết | - Watkins 39' - Grealish 88' - Davis 90+4' | Sân vận động: Pirelli Stadium Lượng khán giả: 0 Trọng tài: Oliver Langford |  |

| 15 tháng 9 năm 2020 | Leyton Orient (4)                          | 3–2      | Plymouth Argyle (3)      | Leyton, London                                                        |  |
| 19:45 BST           | - Dennis 55' - McAnuff 74' - Johnson 90+3' | Chi tiết | - Camará 19' - Watts 34' | Sân vận động: Brisbane Road Lượng khán giả: 0 Trọng tài: Joshua Smith |  |

| 15 tháng 9 năm 2020 | Morecambe (4) | 1–0      | Oldham Athletic (4) | Morecambe                                                        |  |
| 19:45 BST           | - Wildig 22'  | Chi tiết |                     | Sân vận động: Globe Arena Lượng khán giả: 0 Trọng tài: Ben Toner |  |

| 15 tháng 9 năm 2020 | Rochdale (3) | 0–2      | Sheffield Wednesday (2)      | Rochdale                                                                    |  |
| 19:45 BST           |              | Chi tiết | - Kachunga 54' - Windass 80' | Sân vận động: Spotland Stadium Lượng khán giả: 0 Trọng tài: Seb Stockbridge |  |

| 16 tháng 9 năm 2020 | West Bromwich Albion (1)                      | 3–0      | Harrogate Town (4) | West Bromwich                                                           |  |
| 18:00 BST           | - Harper 18' - Robson-Kanu 22' - Robinson 77' | Chi tiết |                    | Sân vận động: The Hawthorns Lượng khán giả: 0 Trọng tài: Thomas Bramall |  |

| 16 tháng 9 năm 2020 | Ipswich Town (3) | 0–1      | Fulham (1)     | Ipswich                                                                 |  |
| 19:00 BST           |                  | Chi tiết | - Mitrović 38' | Sân vận động: Portman Road Lượng khán giả: 0 Trọng tài: Dean Whitestone |  |

| 16 tháng 9 năm 2020 | Bristol City (2)                             | 4–0      | Northampton Town (3) | Bristol                                                                      |  |
| 19:45 BST           | - Martin 43' - Palmer 48', 88' - Semenyo 82' | Chi tiết |                      | Sân vận động: Ashton Gate Stadium Lượng khán giả: 0 Trọng tài: Kevin Johnson |  |

| 16 tháng 9 năm 2020                                                                               | Leeds United (1) | 1–1 (8–9 p)                                                                                      | Hull City (3) | Leeds                                                             |  |
| 19:45 BST                                                                                         | - Alioski 90+3'  | Chi tiết                                                                                         | - Wilks 5'    | Sân vận động: Elland Road Lượng khán giả: 0 Trọng tài: David Webb |  |
|                                                                                                   |                  | Loạt sút luân lưu                                                                                |               |                                                                   |  |
| - Rodrigo - Alioski - Roberts - Poveda - Douglas - Struijk - Davis - Gotts - Casilla - Shackleton |                  | - Docherty - C. Jones - Coyle - Scott - Mayer - Elder - McLoughlin - Chadwick - Batty - A. Jones |               |                                                                   |  |

| 16 tháng 9 năm 2020 | Southampton (1) | 0–2      | Brentford (2)                  | Southampton                                                              |  |
| 19:45 BST           |                 | Chi tiết | - Nørgaard 40' - Dasilva 45+1' | Sân vận động: St Mary's Stadium Lượng khán giả: 0 Trọng tài: John Brooks |  |

| 16 tháng 9 năm 2020 | Everton (1)                                    | 3–0      | Salford City (4) | Liverpool                                                             |  |
| 20:15 BST           | - Keane 8' - Sigurðsson 74' - Kean 87' (ph.đ.) | Chi tiết |                  | Sân vận động: Goodison Park Lượng khán giả: 0 Trọng tài: Marc Edwards |  |

| 17 tháng 9 năm 2020                          | Burnley (1) | 1–1 (5–4 p)                                   | Sheffield United (1) | Burnley                                                           |  |
| 17:30 BST                                    | - Vydra 67' | Chi tiết                                      | - McGoldrick 4'      | Sân vận động: Turf Moor Lượng khán giả: 0 Trọng tài: Paul Tierney |  |
|                                              |             | Loạt sút luân lưu                             |                      |                                                                   |  |
| - Wood - Vydra - Brownhill - Pieters - Brady |             | - Norwood - McBurnie - Sharp - Berge - Osborn |                      |                                                                   |  |

| 17 tháng 9 năm 2020 | Wolverhampton Wanderers (1) | 0–1      | Stoke City (2) | Wolverhampton                                                            |  |
| 19:00 BST           |                             | Chi tiết | - Brown 86'    | Sân vận động: Molineux Stadium Lượng khán giả: 0 Trọng tài: Simon Hooper |  |

| 17 tháng 9 năm 2020 | Brighton & Hove Albion (1)                                         | 4–0      | Portsmouth (3) | Brighton                                                               |  |
| 19:45 BST           | - Mac Allister 38' - Jahanbakhsh 54' - Bernardo 58' - Gyökeres 71' | Chi tiết |                | Sân vận động: Falmer Stadium Lượng khán giả: 0 Trọng tài: Matt Donohue |  |

## Vòng 3
Có tổng cộng 32 đội bóng thi đấu tại vòng này gồm Arsenal, Chelsea, Leicester City, Liverpool, Manchester City, Manchester United, Tottenham Hotspur và 25 đội thắng ở vòng 2. Lễ bốc thăm được tổ chức vào ngày 6 tháng 9 năm 2020.
Ban đầu trận đấu Leyton Orient gặp Tottenham Hotspur được ấn định vào ngày 22 tháng 9 năm 2020 nhưng sau đó bị hoãn lại khi có nhiều cầu thủ của Orient dương tính với COVID-19. Vào ngày 25 tháng 9, Tottenham đã được xử thắng do Orient không thể hoàn thành lịch thi đấu.
| 22 tháng 9 năm 2020 | Newport County (4)                               | 3–1      | Watford (2)             | Newport                                                                     |  |
| 19:00 BST           | - Abrahams 18' (ph.đ.) - Labadie 28' - Amond 65' | Chi tiết | - Peñaranda 54' (ph.đ.) | Sân vận động: Rodney Parade Lượng khán giả: 0 Trọng tài: Charles Breakspear |  |

| 22 tháng 9 năm 2020                                  | West Bromwich Albion (1)               | 2–2 (4–5 p)                                 | Brentford (2)                       | West Bromwich                                                           |  |
| 19:00 BST                                            | - Robson-Kanu 56' (ph.đ.), 66' (ph.đ.) | Chi tiết                                    | - Marcondes 58' - Forss 73' (ph.đ.) | Sân vận động: The Hawthorns Lượng khán giả: 0 Trọng tài: Darren England |  |
|                                                      |                                        | Loạt sút luân lưu                           |                                     |                                                                         |  |
| - Austin - Gallagher - Edwards - Townsend - Diangana |                                        | - Toney - Dasilva - Fosu - Forss - Nørgaard |                                     |                                                                         |  |

| 22 tháng 9 năm 2020 | West Ham United (1)                                                 | 5–1      | Hull City (3) | Stratford, London                                                           |  |
| 19:30 BST           | - Snodgrass 18' - Haller 45', 90+1' - Yarmolenko 56' (ph.đ.), 90+2' | Chi tiết | - Wilks 70'   | Sân vận động: Sân vận động London Lượng khán giả: 0 Trọng tài: Simon Hooper |  |

| 22 tháng 9 năm 2020 | Luton Town (2) | 0–3      | Manchester United (1)                               | Luton                                                                   |  |
| 20:15 BST           |                | Chi tiết | - Mata 44' (ph.đ.) - Rashford 88' - Greenwood 90+2' | Sân vận động: Kenilworth Road Lượng khán giả: 0 Trọng tài: Tim Robinson |  |

| 23 tháng 9 năm 2020 | Millwall (2) | 0–2      | Burnley (1)                   | Bermondsey, London                                             |  |
| 19:00 BST           |              | Chi tiết | - Brownhill 45' - Vydra 90+3' | Sân vận động: The Den Lượng khán giả: 0 Trọng tài: Andy Davies |  |

| 23 tháng 9 năm 2020 | Preston North End (2) | 0–2      | Brighton & Hove Albion (1)           | Preston                                                          |  |
| 19:00 BST           |                       | Chi tiết | - Jahanbakhsh 57' - Mac Allister 75' | Sân vận động: Deepdale Lượng khán giả: 0 Trọng tài: Steve Martin |  |

| 23 tháng 9 năm 2020 | Stoke City (2) | 1–0      | Gillingham (3) | Stoke-on-Trent                                                            |  |
| 19:00 BST           | - Campbell 37' | Chi tiết |                | Sân vận động: Sân vận động bet365 Lượng khán giả: 0 Trọng tài: David Webb |  |

| 23 tháng 9 năm 2020 | Fulham (1)                       | 2–0      | Sheffield Wednesday (2) | Fulham, London                                                      |  |
| 19:00 BST           | - Kamara 9' - Decordova-Reid 32' | Chi tiết |                         | Sân vận động: Craven Cottage Lượng khán giả: 0 Trọng tài: Lee Mason |  |

| 23 tháng 9 năm 2020 | Chelsea (1)                                                      | 6–0      | Barnsley (2) | Fulham, London                                                         |  |
| 19:45 BST           | - Abraham 19' - Havertz 28', 55', 65' - Barkley 49' - Giroud 83' | Chi tiết |              | Sân vận động: Stamford Bridge Lượng khán giả: 0 Trọng tài: Darren Bond |  |

| 23 tháng 9 năm 2020 | Fleetwood Town (3)      | 2–5      | Everton (1)                                                   | Fleetwood                                                                       |  |
| 19:45 BST           | - Duffy 48' - Camps 58' | Chi tiết | - Richarlison 22', 34' - Iwobi 49' - Bernard 73' - Kean 90+4' | Sân vận động: Sân vận động Highbury Lượng khán giả: 0 Trọng tài: Jeremy Simpson |  |

| 23 tháng 9 năm 2020 | Leicester City (1) | 0–2      | Arsenal (1)                      | Leicester                                                                       |  |
| 19:45 BST           |                    | Chi tiết | - Fuchs 57' (l.n.) - Nketiah 90' | Sân vận động: Sân vận động King Power Lượng khán giả: 0 Trọng tài: Peter Bankes |  |

| 23 tháng 9 năm 2020 | Morecambe (4) | 0–7      | Newcastle United (1)                                                                                 | Morecambe                                                              |  |
| 19:45 BST           |               | Chi tiết | - Joelinton 5', 31' - Almirón 20' - Murphy 27' - Hayden 45+2' - Lascelles 51' - Lavelle 90+2' (l.n.) | Sân vận động: Globe Arena Lượng khán giả: 0 Trọng tài: Darren Drysdale |  |

| 24 tháng 9 năm 2020 | Bristol City (2) | 0–3      | Aston Villa (1)                           | Bristol                                                                             |  |
| 19:00 BST           |                  | Chi tiết | - El Ghazi 11' - Traoré 14' - Watkins 73' | Sân vận động: Sân vận động Ashton Gate Lượng khán giả: 0 Trọng tài: James Linington |  |

| 24 tháng 9 năm 2020 | Lincoln City (3)         | 2–7      | Liverpool (1)                                                              | Lincoln                                                                |  |
| 19:45 BST           | - Edun 60' - Montsma 66' | Chi tiết | - Shaqiri 9' - Minamino 18', 46' - Jones 32', 36' - Grujić 65' - Origi 89' | Sân vận động: Sincil Bank Lượng khán giả: 0 Trọng tài: Tony Harrington |  |

| 24 tháng 9 năm 2020 | Manchester City (1)     | 2–1      | Bournemouth (2) | Manchester                                                                   |  |
| 19:45 BST           | - Delap 18' - Foden 75' | Chi tiết | - Surridge 22'  | Sân vận động: Sân vận động Etihad Lượng khán giả: 0 Trọng tài: Jonathan Moss |  |

|  | Leyton Orient (4) | w/o (0–3) | Tottenham Hotspur (1) | Leyton, London              |
|  |                   |           |                       | Sân vận động: Brisbane Road |

## Vòng 4
Có tổng cộng 16 đội tham dự vòng này. Lễ bốc thăm được tiến hành vào ngày 17 tháng 9 năm 2020 bởi Laura Woods và Lee Hendrie trực tiếp trên Sky Sports. Câu lạc bộ Newport County là đại diện duy nhất của League Two góp mặt ở vòng đấu này.
| 29 tháng 9 năm 2020                       | Tottenham Hotspur (1) | 1–1 (5–4 p)                                          | Chelsea (1)  | Tottenham, London                                                                   |  |
| 19:45 BST                                 | - Lamela 83'          | Chi tiết                                             | - Werner 19' | Sân vận động: Sân vận động Tottenham Hotspur Lượng khán giả: 0 Trọng tài: Lee Mason |  |
|                                           |                       | Loạt sút luân lưu                                    |              |                                                                                     |  |
| - Dier - Lamela - Højbjerg - Lucas - Kane |                       | - Abraham - Azpilicueta - Jorginho - Emerson - Mount |              |                                                                                     |  |

| 30 tháng 9 năm 2020                                        | Newport County (4) | 1–1 (4–5 p)                                                 | Newcastle United (1) | Newport                                                              |  |
| 17:30 BST                                                  | - Abrahams 5'      | Chi tiết                                                    | - Shelvey 87'        | Sân vận động: Rodney Parade Lượng khán giả: 0 Trọng tài: John Brooks |  |
|                                                            |                    | Loạt sút luân lưu                                           |                      |                                                                      |  |
| - Demetriou - Abrahams - Sheehan - Taylor - Dolan - Cooper |                    | - Wilson - Joelinton - Schär - Shelvey - Murphy - Longstaff |                      |                                                                      |  |

| 30 tháng 9 năm 2020 | Burnley (1) | 0–3      | Manchester City (1)              | Burnley                                                            |  |
| 19:00 BST           |             | Chi tiết | - Sterling 35', 49' - Torres 65' | Sân vận động: Turf Moor Lượng khán giả: 0 Trọng tài: Andrew Madley |  |

| 30 tháng 9 năm 2020 | Brighton & Hove Albion (1) | 0–3      | Manchester United (1)                  | Brighton                                                                    |  |
| 19:45 BST           |                            | Chi tiết | - McTominay 44' - Mata 73' - Pogba 80' | Sân vận động: Sân vận động Falmer Lượng khán giả: 0 Trọng tài: Graham Scott |  |

| 30 tháng 9 năm 2020 | Everton (1)                                     | 4–1      | West Ham United (1) | Liverpool                                                               |  |
| 19:45 BST           | - Calvert-Lewin 11', 78', 84' - Richarlison 56' | Chi tiết | - Snodgrass 46'     | Sân vận động: Goodison Park Lượng khán giả: 0 Trọng tài: Darren England |  |

| 1 tháng 10 năm 2020 | Brentford (2)                   | 3–0      | Fulham (1) | Brentford, London                                                                         |  |
| 17:30 BST           | - Forss 37' - Benrahma 62', 77' | Chi tiết |            | Sân vận động: Sân vận động cộng đồng Brentford Lượng khán giả: 0 Trọng tài: Jonathan Moss |  |

| 1 tháng 10 năm 2020 | Aston Villa (1) | 0–1      | Stoke City (2) | Birmingham                                                         |  |
| 19:00 BST           |                 | Chi tiết | - Vokes 26'    | Sân vận động: Villa Park Lượng khán giả: 0 Trọng tài: Robert Jones |  |

| 1 tháng 10 năm 2020                                      | Liverpool (1) | 0–0 (4–5 p)                                                     | Arsenal (1) | Liverpool                                                       |  |
| 19:45 BST                                                |               | Chi tiết                                                        |             | Sân vận động: Anfield Lượng khán giả: 0 Trọng tài: Kevin Friend |  |
|                                                          |               | Loạt sút luân lưu                                               |             |                                                                 |  |
| - Milner - Wijnaldum - Minamino - Origi - Jones - Wilson |               | - Lacazette - Soares - Elneny - Maitland-Niles - Pépé - Willock |             |                                                                 |  |

## Tứ kết
Tám đội thắng ở vòng 4 sẽ giành quyền thi đấu vòng tứ kết. Lễ bốc thăm được tiến hành vào ngày 1 tháng 10 năm 2020 sau trận đấu giữa Liverpool và Arsenal được phát trực tiếp trên Sky Sports và được thực hiện bởi Jamie Redknapp. Ở vòng đấu này, Brentford và Stoke City là 2 đội duy nhất không thi đấu tại Premier League.
| 22 tháng 12 năm 2020 | Brentford (2) | 1–0      | Newcastle United (1) | Brentford, London                                                                   |  |
| 17:30 GMT            | Dasilva 66'   | Chi tiết |                      | Sân vận động: Brentford Community Stadium Lượng khán giả: 0 Trọng tài: Robert Jones |  |

| 22 tháng 12 năm 2020 | Arsenal (1)   | 1–4      | Manchester City (1)                                       | Islington, London                                                               |  |
| 20:00 GMT            | Lacazette 31' | Chi tiết | - Gabriel Jesus 3' - Mahrez 54' - Foden 59' - Laporte 73' | Sân vận động: Sân vận động Emirates Lượng khán giả: 0 Trọng tài: Stuart Attwell |  |

| 23 tháng 12 năm 2020 | Stoke City (2) | 1–3      | Tottenham Hotspur (1)              | Stoke-on-Trent                                                                |  |
| 17:30 GMT            | Thompson 53'   | Chi tiết | - Bale 22' - Davies 70' - Kane 81' | Sân vận động: Sân vận động bet365 Lượng khán giả: 0 Trọng tài: Darren England |  |

| 23 tháng 12 năm 2020 | Everton (1) | 0–2      | Manchester United (1)        | Liverpool                                                                  |  |
| 20:00 GMT            |             | Chi tiết | - Cavani 88' - Martial 90+6' | Sân vận động: Goodison Park Lượng khán giả: 2,000 Trọng tài: Andrew Madley |  |

## Bán kết
CÓ 4 đội tham gia thi đấu vòng này. Lễ bốc thăm được tiến hành vào ngày 23 tháng 12 năm 2020 sau trận đấu giữa Everton và Manchester United trực tiếp trên Sky Sports.
Vòng bán kết sẽ diễn ra theo thể thức một lượt trận thay vì hai lượt sân khách - sân nhà như các năm trước. Brentford là đại diện duy nhất của Championship thi đấu vòng này.
| Tottenham Hotspur (1)   | 2-0      | Brentford (2) |
| ----------------------- | -------- | ------------- |
| - Sissoko 12' - Son 70' | Chi tiết |               |

| Manchester United (1) | 0–2      | Manchester City (1)            |
| --------------------- | -------- | ------------------------------ |
|                       | Chi tiết | - Stones 50' - Fernandinho 83' |

## Chung kết
| Manchester City | 1–0      | Tottenham Hotspur |
| --------------- | -------- | ----------------- |
| - Laporte 82'   | Chi tiết |                   |